# Josef Sloup-Štaplík
Josef Sloup-Štaplík (19. prosince 1897 – 26. října 1954) byl český fotbalista, brankář, československý reprezentant.

## Sportovní kariéra
Za československou reprezentaci odehrál v letech 1924–1930 šestnáct utkání, byl historicky šestým brankářem národního týmu (po Peyrovi a před Hochmannem). V letech 1923–1930 hrál za Slavii Praha a získal s ní tři mistrovské tituly – roku 1925, 1929 a 1930. Jeho bratr Rudolf Sloup-Štapl byl rovněž fotbalistou a jeho spoluhráčem ve Slavii i v reprezentaci.